# Championnats du monde de tir à l'arc 1936
Navigation
Édition précédente Édition suivante
Les championnats du monde de tir à l'arc 1936 sont une compétition sportive de tir à l'arc organisés en 1936 à Prague, en Tchécoslovaquie. Il s'agit de la sixième édition des championnats du monde de tir à l'arc.